# Ustie
Ustie (in sloveno Ustje) è un paese della Slovenia, insediamento (naselje) del comune di Aidussina.
La località, che si trova a 101.9 metri s.l.m. ed a 26.1 kilometri dal confine italiano, è situata sulla sponda destra del fiume Vipacco a 2.6 km dal capoluogo comunale. È capoluogo di una comunità locale, una delle 28 in cui si suddivide il comune, che include anche il vicino insediamento di Dolegna (Dolenje).

L'insediamento è costituito anche dall'agglomerato di Uhanje.
Nell'insediamento sono presenti due chiese, una dedicata a San Giovanni Evangelista ed una a San Giusto.

## Corsi d'acqua
fiume Vipacco (Vipava), Hubelj, Jovšček.

## Storia
In epoca asburgica Ustia fu un comune autonomo del Ducato di Carniola (a sua volta inserito fino al 1849 nel Regno d'Illiria). Il comune non includeva la frazione di Ucanie (Uhanje), inclusa nel comune di Samaria (Šmarje). La località era nota col toponimo italiano di Ustia e con quello sloveno di Ustje (o Ustja). Dal punto di vista amministrativo era inquadrata nel distretto giudiziario di Vipacco (Vipava, Wippach) e in quello politico di Postumia (Postojna, Adelsberg).
Nel 1920, in seguito alla prima guerra mondiale e al Trattato di Rapallo, venne annesso al Regno d'Italia assieme al resto della Venezia Giulia. Nel 1923 il nome del paese venne modificato in Ustie. Nello stesso anno il comune venne inquadrato nel Circondario di Gorizia della Provincia del Friuli, passando poi nel 1927 alla ricostituita Provincia di Gorizia. Costituì un comune autonomo con la medesima circoscrizione territoriale dell'epoca asburgica fino al 1928, quando fu soppresso e aggregato a Aidussina.
Il giorno più tragico del villaggio è stato l'8 agosto 1942, quando i soldati della divisione Julia hanno ucciso 8 persone e dato alle fiamme il villaggio. Dopo la guerra il paese è stato ricostruito e l'8 agosto si osserva come giorno della memoria.
Nel 1947, in seguito alla seconda guerra mondiale e ai Trattati di Parigi, il comune passò alla Jugoslavia assieme al resto della regione. Dal 1991 fa parte della Slovenia.

## Demografia

### Evoluzione demografica
Abitanti censiti. Nota Bene: fino al 1936 i dati si riferiscono al comune catastale di Ustie, che non include l'agglomerato di Uhanje.